# Трудолюбовское водохранилище
Трудолюбовское водохранилище — небольшое русловое водохранилище на реке Ковалевка (левый приток р Мерла). Расположено у сёл Трудолюбовка Чутовского района Полтавской области и Михайловка Краснокутского района Харьковской области.
Водохранилище построено в 1977 году по проекту института «Харкивдипроводгосп». Назначение — увлажнение осушенных земель в заплавах рек Мерла и Мерчик, рыборазведение. Вид регулирования — сезонное.

## Основные параметры водохранилища
- Нормальный подпорный уровень — 120,20 м;
- Форсированный подпорный уровень — 121,95 м;
- Полный объем — 2234000 м³;
- Полезный объем — 2183000 м³;
- Длина — 2,75 км;
- Средняя ширина — 0,14 км;
- Максимальные ширина — 0,50 км;
- Средняя глубина — 2,70 м;
- Максимальная глубина — 6,35 м.

## Основные гидрологические характеристики
- Площадь водосборного бассейна — 107 км².
- Годовой объем стока 50 % обеспеченности — 7060000 м³.
- Паводковый сток 50 % обеспеченности — 5990000 м³.
- Максимальный расход воды 1 % обеспеченности — 74,5 м³/с.

## Состав гидротехнических сооружений
- Глухая земляная плотина длиной — 665 м, высотой — 9,5 м, шириной — 10 м. Заделка верхового откоса — 1:8, низового откоса — 1:3.
- Шахтный водосброс из монолитного железобетона высотой — 7,2 м, размерами 2(3,8×3,8) м.
- Водоотводная труба из монолитного железобетона размерами 2(2,3×2,3) м, длиной — 28 м.
- Рекомендуемый водовыпуск из двух стальных труб диаметром 500 мм, оборудован защёлками.

## Использование водохранилища
Водохранилище было построено для орошения в Краснокутском районе. В настоящее время используется для рыборазведения. Гидротехническое сооружение находится на балансе Краснокутского межрайонного управления водного хозяйства.